# Grabendolch
Der Grabendolch ist eine im Ersten Weltkrieg für den Stellungskrieg an der Westfront und die Grabenkämpfe entwickelte Variante des Kampfmessers mit Handschutz für den Nahkampf, um diesen auch als Schlagring einzusetzen.

## Geschichtlicher Hintergrund
Die Ideen zur Führung des Ersten Weltkrieges basierten auf deutscher Seite im Wesentlichen auf dem Schlieffen-Plan, mit einem überraschenden und schnell vorgetragenen sichelförmigen Angriff über das neutrale Belgien nach Frankreich einzumarschieren und damit für ein schnelles Ende der feindlichen Auseinandersetzungen an der Westfront zu sorgen. Aufgrund der Weiterentwicklung des Schlieffen-Plans stießen die deutschen Heere jedoch nicht bis zur Kanalküste vor, sondern schwenkten östlich von Paris in südliche Richtung. Dort stießen die Deutschen Armeen auf erbitterten Widerstand der Entente. Danach sollte an der zweiten Ostfront Russland niedergeworfen werden. Im Ergebnis führte der Bewegungskrieg zu einem Stellungskrieg (Marne-Schlacht 1914, Schlacht um Verdun).
Im Stellungskrieg zeigte sich deutlich, dass die Ausrüstung und Bewaffnung des Soldaten nicht den Erfordernissen dieser besonderen Kampfweise entsprach. So richtete sich die Länge des Gewehrs und des Bajonettes immer noch an dem Grundgedanken einer möglichst großen Reichweite bei dem damals schon illusorischen Bajonettfechten aus. In der Enge der Schützengräben, Unterstände und Granattrichter waren derartige Waffen eher hinderlich und führten auch zu einer Gefährdung der eigenen Kameraden.

## Entstehung von Grabendolchen

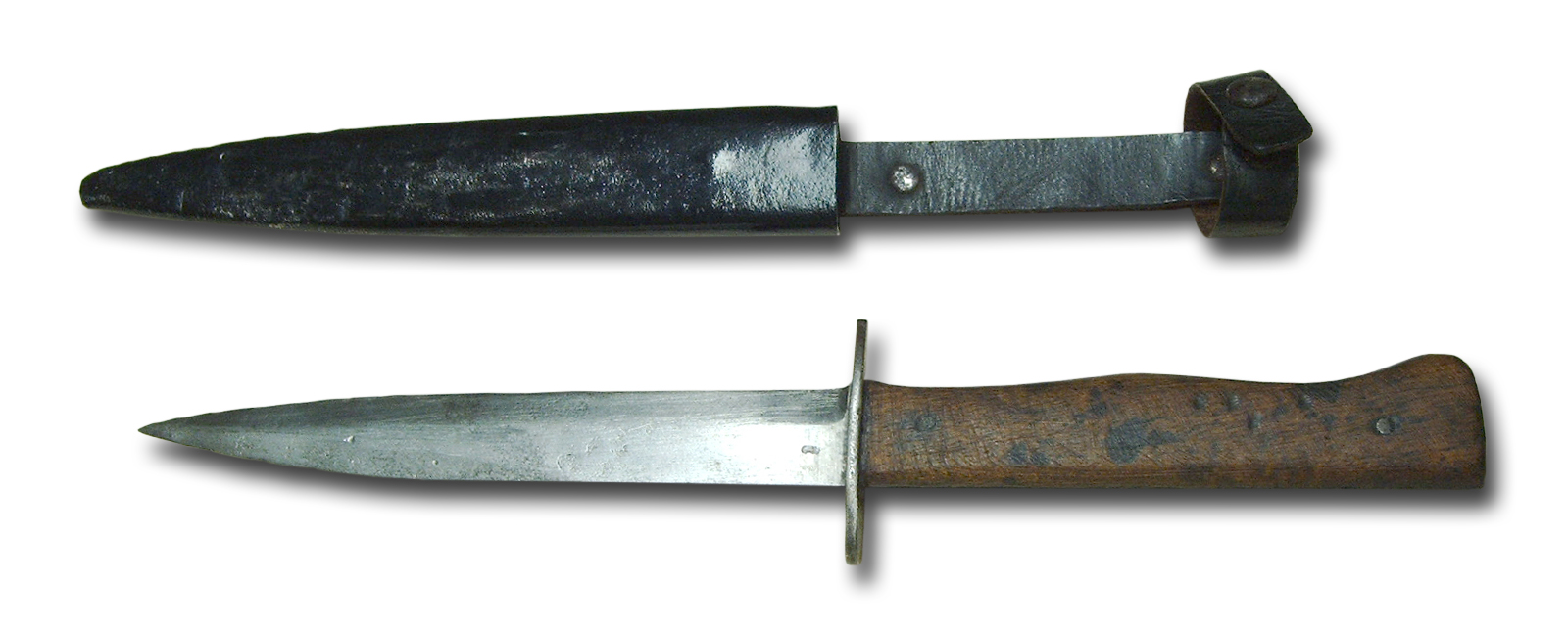
Deutscher Grabendolch (Erster Weltkrieg) mit Scheide (Zweiter Weltkrieg)

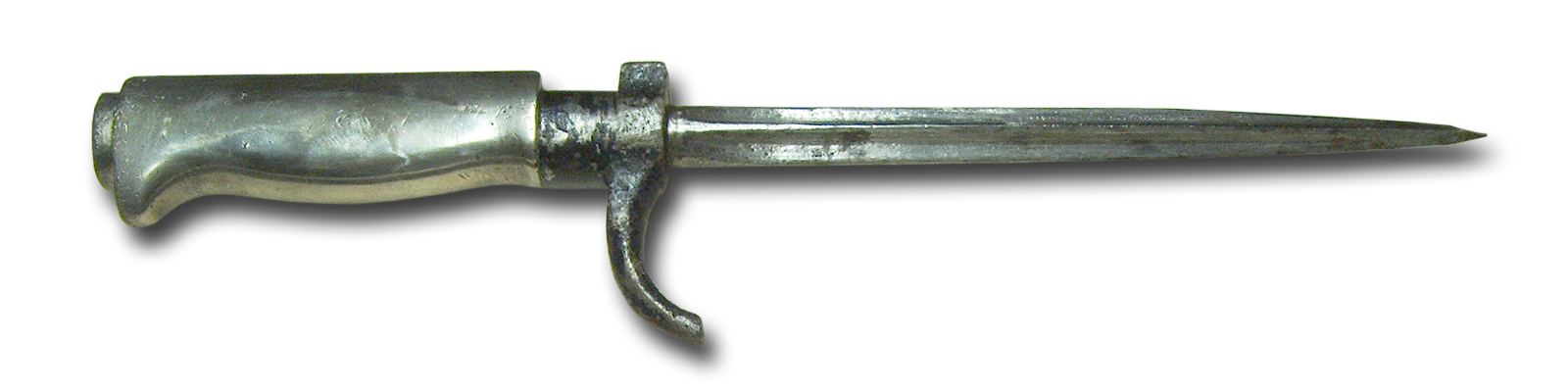
Grabendolch aus verkürztem französischem Bajonett

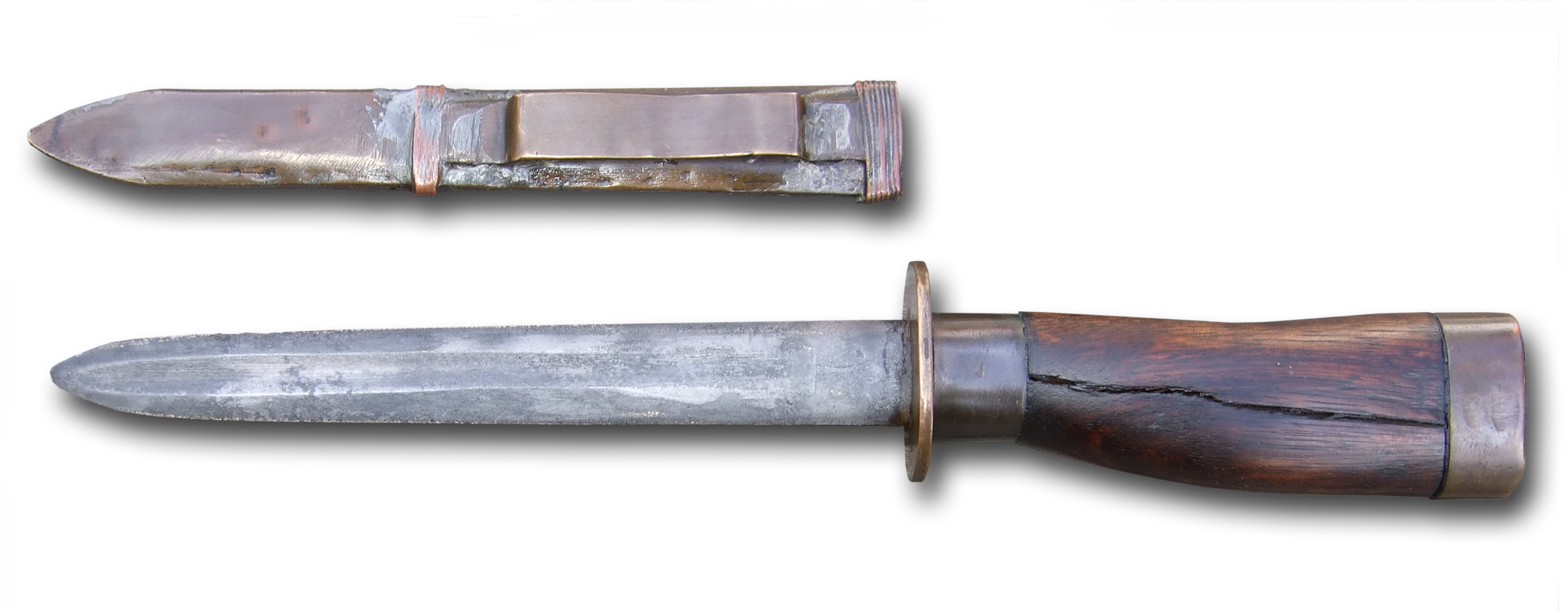
Grabendolch – Eigenarbeit eines Soldaten

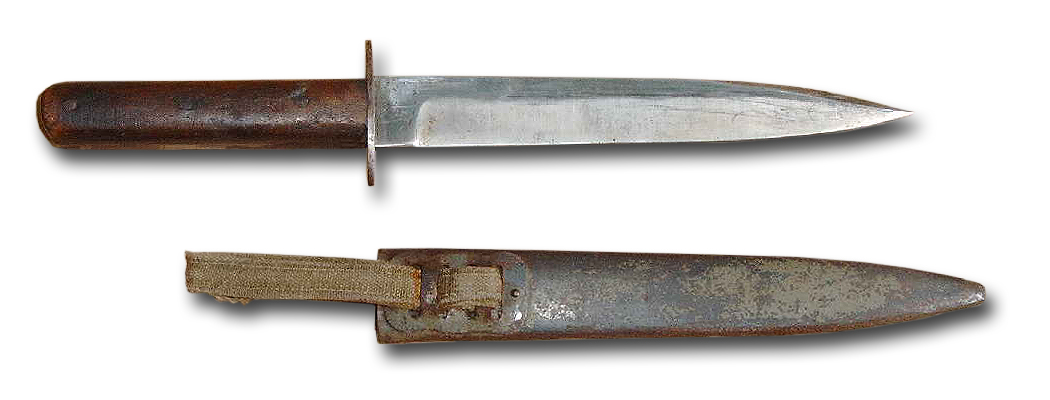
Grabendolch der k.u.k. gemeinsamen Armee

Aus der Not heraus wurden durch die Soldaten in Eigenregie improvisierte Hilfswaffen entwickelt und eingesetzt (z. B. Grabenkeule, Morgenstern, geschärfter Feldspaten). Im Bereich der Stichwaffen konnte auf vorhandene und privat beschaffte Dolche und Messer zurückgegriffen werden. Aber auch in Feldschmieden und Werkstätten an und hinter der Front wurden Behelfswaffen hergestellt. Beispielsweise bot sich hier die messerartige Verkürzung der Bajonette an.
Dieses Vorgehen hatte auch Auswirkungen auf die offizielle Ausrüstung der Truppe. Den Bedürfnissen entsprechend wurde am 8. Mai 1915 durch Erlass des preußischen Kriegsministeriums mit der Nummer 47184/15 veranlasst, dass an die Infanterie-Einheiten der Westfront vorerst sechs dolchartige Messer ausgegeben werden sollten.
Diese Anzahl konnte jedoch den Bedürfnissen der deutschen Truppen an der Front nicht gerecht werden. Daher wurde die Zuteilung zunächst auf zwölf und anschließend auf 24 Grabendolche pro Kompanie erhöht. Die entsprechenden Anweisungen datieren vom 29. Februar und 26. Juni 1916. Am 20. März 1917 verfügte das Kriegsministerium eine standardmäßige Ausrüstung der Kompanien mit 40 Dolchen. Betroffen hiervon waren die Infanterie, die Pioniere, die Mineure und die Minenwerfer an der Westfront. Im Bereich der Ostfront sollten die Infanterie- und Minenwerferkompanien jeweils 24 Stück und die Pionierkompanien 36 Dolche beziehen.
Kriegsteilnehmer P. C. Ettighoffer erinnert sich in seinem autobiographischen Buch Gespenster am Toten Mann:

„Diese letzte Kriegsweihnacht ist mir noch gut in Erinnerung, denn jeder Regimentsangehörige erhielt, als Angebinde zum Fest des Friedens auf Erden, einen scharfen, gutgeschliffenen Dolch, vermutlich in weiser Voraussicht der Dinge, die uns noch erwarteten. Wir „Frontschweine“ hielten das Ganze für einen wunderbaren Witz und freuten uns trotzdem über die Dolche.“

Beachtenswert (für deutsche Verhältnisse) war, dass keine einheitlichen Richtlinien für die Herstellung der Grabendolche erlassen wurden. Die Ämter bedienten sich bei der Beschaffung der heimischen Messerfabriken. Anfangs wurden die Grabendolche als Zeichen des Eigentumsübergangs an den Staat mit einer Abnahmepunze versehen; dieses Verfahren wurde im späteren Verlauf des Krieges nicht mehr einheitlich durchgeführt.
Im Ergebnis existiert eine Vielzahl von abgenommenen Grabendolchen (offizielle Einführung durch den Staat) und durch Soldaten selbst beschaffter oder eigens angefertigter Modelle.

## Bekannte Grabendolche

### Deutsches Kaiserreich
- Dolchartiges Messer sog. Grabendolch
- Demag Grabendolch bekannt als Herstellerproduktion einer typisierten Variante von deutschen Grabendolchen.

### Frankreich
- Clou français
- Poignard de tranchée Mle 1915
- Couteau Poignard Mle 1916

### Italien
- Arditidolch

### Österreich-Ungarn
- Dolchmesser Muster 1917

### Vereinigte Staaten von Amerika
- U.S. M1917
- U.S. M1918
- Mark 1

### Niederlande
- Stormdolk

### Vereinigtes Königreich
- BC 41